# Tommy Horton (personage)
Dr Tommy Horton is een personage uit de soapserie Days of our Lives. De rol werd gespeeld door John Lupton van 1967 tot 1972 en opnieuw van 1975 tot 1979.

## Personagebeschrijving
Tommy is de oudste zoon van Tom en Alice Horton en werd geboren in 1931. Hij heeft nog twee broers Mickey en Bill en twee zusters Addie en Marie, Addie is zijn tweelingzus. Tommy trouwde met Kitty en kreeg een dochter Sandy. Iedereen dacht dat Tommy was omgekomen in de Koreaanse Oorlog in 1953.
In 1967 keerde Tommy terug naar Salem onder de naam Mark Brooks samen met Bill, hij was een oorlogsveteraan, maar was zwaar toegetakeld en had plastische chirurgie ondergaan omdat zijn gezicht heel misvormd geworden was en hierdoor leed hij ook aan geheugenverlies. Mark hielp Bill met therapie voor zijn hand en moedigde hem aan om zijn carrière als dokter nieuw leven in te blazen. Marie Horton werd zijn assistente en de twee werden verliefd op elkaar. Tom en Alice begonnen echter te vinden dat Mark gelijkenissen vertoonde met Tomy en begonnen hem te onderzoeken en ontdekten dat hij hun zoon was. Het bleek dat hij het leven gered had van een Sovjet-soldaat en dat hij als beloning hiervoor een operatie kreeg.
Marie was er het hart van in dat ze op haar broer verliefd geworden was en verliet Salem om een non te worden in Afrika. Tommy leerde dan zijn dochter Sandy kennen en probeerde zijn huwelijk met Kitty nieuw leven in te blazen. Kitty was echter verliefd geworden op dokter Elliot Kincaid en Tommy huurde een detective in om haar te volgen en Tommy confronteerde Kitty op het appartement van Elliot. Kitty, die een hartkwaal had veinsde pijn in haar borst en werd naar het ziekenhuis gebracht. Nadat Tommy ontdekte dat Kitty al vele affaires gehad had kon hij haar niet langer vertrouwen en scheidde in 1969 van haar.
In 1977 begon hij een relatie met Linda Patterson en vroeg haar ten huwelijk. Linda aanvaardde zijn aanzoek maar verbrak later de verloving om met Bob Anderson te trouwen, die haar net gepromoveerd had tot hoofd van zijn bedrijf. In 1979 verliet Tommy Salem voorgoed.
In 1982 zei Alice dat Tommy in Hawaï woonde en jaren later zei ze dat Mickey haar oudste zoon was, waaruit afgeleid kon worden dat Tommy waarschijnlijk overleden was. In 2016 wordt hij vermeld in een gesprek tussen Julie en Jennifer waaruit blijkt dat hij nog steeds leeft.